# Rhinolophus bocharicus
Rhinolophus bocharicus là một loài động vật có vú trong họ Dơi lá mũi, bộ Dơi. Loài này được Kastchenko & Akimov mô tả năm 1917.